# Karolina Tymińska
Karolina Tymińska (née le 4 octobre 1984 à Świebodzin) est une athlète polonaise spécialiste de l'heptathlon.

## Carrière
Elle établit sa meilleure performance à l'heptathlon à Pékin lors des Jeux olympiques de 2008 en totalisant 6 428 points, se classant à la septième place finale du concours. En 2010, elle termine cinquième des Championnats d'Europe de Barcelone.
Elle remporte par ailleurs quatre titres nationaux en salle du pentathlon en 2005, 2006, 2008 et 2009, et celui de l'heptathlon en 2006. Elle s'illustre également lors du Meeting de Kladno en s'imposant lors des éditions 2007 et 2008.
Elle remporte, à Bressanone, la Coupe d'Europe des épreuves combinées 2011, première division.
Le 5 juillet 2015 à Inowroclaw, elle remporte la Première Ligue de la Coupe d'Europe des épreuves combinées 2015. Le 9 juillet 2016, elle ne termine pas son heptathlon des Championnats d'Europe d'Amsterdam. Le 30 novembre 2016, Tyminska récupère la médaille de bronze des mondiaux de 2011 à la suite de la disqualification pour dopage de la Russe Tatyana Chernova, championne du monde.

## Palmarès
| Date | Compétition                           | Lieu                                  | Résultat | Discipline |
| ---- | ------------------------------------- | ------------------------------------- | -------- | ---------- |
| 2001 | Championnats du monde jeunesse        | Debrecen                              | 8e       | Heptathlon |
| 2005 | Championnats d'Europe en salle        | Madrid                                | 8e       | Pentathlon |
| 2006 | Multistars                            | Florence                              | 1re      | Heptathlon |
| 2006 | Coupe d'Europe                        | Arles                                 | 2e       | Heptathlon |
| 2007 | Championnats d'Europe en salle        | Birmingham                            | 7e       | Pentathlon |
| 2007 | TNT - Fortuna Meeting                 | Kladno                                | 2e       | Pentathlon |
| 2007 | Championnats du monde                 | Osaka                                 | 15e      | Heptathlon |
| 2008 | Championnats du monde en salle        | Valence                               | 6e       | Pentathlon |
| 2008 | Hypo-Meeting                          | Götzis                                | 2e       | Heptathlon |
| 2008 | TNT - Fortuna Meeting                 | Kladno                                | 1re      | Pentathlon |
| 2008 | Jeux olympiques                       | Pékin                                 | 6e       | Heptathlon |
| 2009 | Coupe d'Europe                        | Szczecin                              | 3e       | Heptathlon |
| 2010 | Championnats du monde en salle        | Doha                                  | 5e       | Pentathlon |
| 2010 | Coupe d'Europe                        | Tallinn                               | 5e       | Heptathlon |
| 2010 | Championnats d'Europe                 | Barcelone                             | 5e       | Heptathlon |
| 2011 | Championnats d'Europe en salle        | Paris                                 | 4e       | Pentathlon |
| 2011 | TNT - Fortuna Meeting                 | Kladno                                | 1re      | Pentathlon |
| 2011 | Championnats du monde                 | Daegu                                 | 3e       | Heptathlon |
| 2011 | Décastar                              | Talence                               | 2e       | Heptathlon |
| 2011 | Coupe du monde des épreuves combinées | Coupe du monde des épreuves combinées | 3e       | Heptathlon |
| 2012 | Championnats du monde en salle        | Istanbul                              | 4e       | Pentathlon |
| 2012 | Jeux olympiques                       | Londres                               | —        | Heptathlon |
| 2013 | TNT - Fortuna Meeting                 | Kladno                                | 2e       | Pentathlon |
| 2013 | Coupe d'Europe                        | Tallinn                               | 1re      | Heptathlon |
| 2013 | Championnats du monde                 | Moscou                                | 9e       | Heptathlon |
| 2013 | Décastar                              | Talence                               | 2e       | Heptathlon |
| 2014 | Mehrkampf-Meeting Ratingen            | Ratingen                              | 3e       | Heptathlon |
| 2014 | Championnats du monde en salle        | Sopot                                 | 8e       | Pentathlon |
| 2015 | TNT Express Meeting                   | Kladno                                | 3e       | Heptathlon |
| 2015 | Coupe d'Europe d'épreuves combinées   | Inowrocław                            | 1re      | Heptathlon |
| 2015 | Championnats du monde                 | Pékin                                 | 20e      | Heptathlon |
| 2016 | TNT Express Meeting                   | Kladno                                | 3e       | Heptathlon |
| 2016 | Championnats d'Europe                 | Amsterdam                             | —        | Heptathlon |

### Records
| Épreuve    | Performance | Lieu  | Date            |
| ---------- | ----------- | ----- | --------------- |
| Heptathlon | 6 544 pts   | Daegu | 30 août 2011    |
| Pentathlon | 4 769 pts   | Spała | 16 février 2008 |